# Wilhelm Heinrich Schlesinger
Wilhelm Heinrich Schlesinger (auch Henri-Guillaume Schlesinger, * 6. August 1814 in Frankfurt am Main; † 21. Februar 1893 in Neuilly-sur-Seine) war ein deutscher Porträt- und Genremaler. Neben der Ölmalerei beschäftigte er sich mit der Aquarellmalerei sowie mit der Miniaturmalerei auf Elfenbein.

## Leben und Wirken
Schlesinger studierte Malerei an der Akademie der bildenden Künste Wien und war anfangs in Wien tätig. Danach siedelte er nach Paris über. Im Zeitraum von 1840 bis 1889 zeigte er seine Werke im Salon de Paris. In Istanbul porträtierte er 1837 den Sultan Mahmud II. In den Jahren 1870–1871 wohnte er in London.
Schlesinger wurde 1866 mit der Ehrenlegion ausgezeichnet und erhielt 1870 die französische Staatsbürgerschaft.
Werke (Auswahl)
- Verlassene Frau (1863)
- Madonnenfest

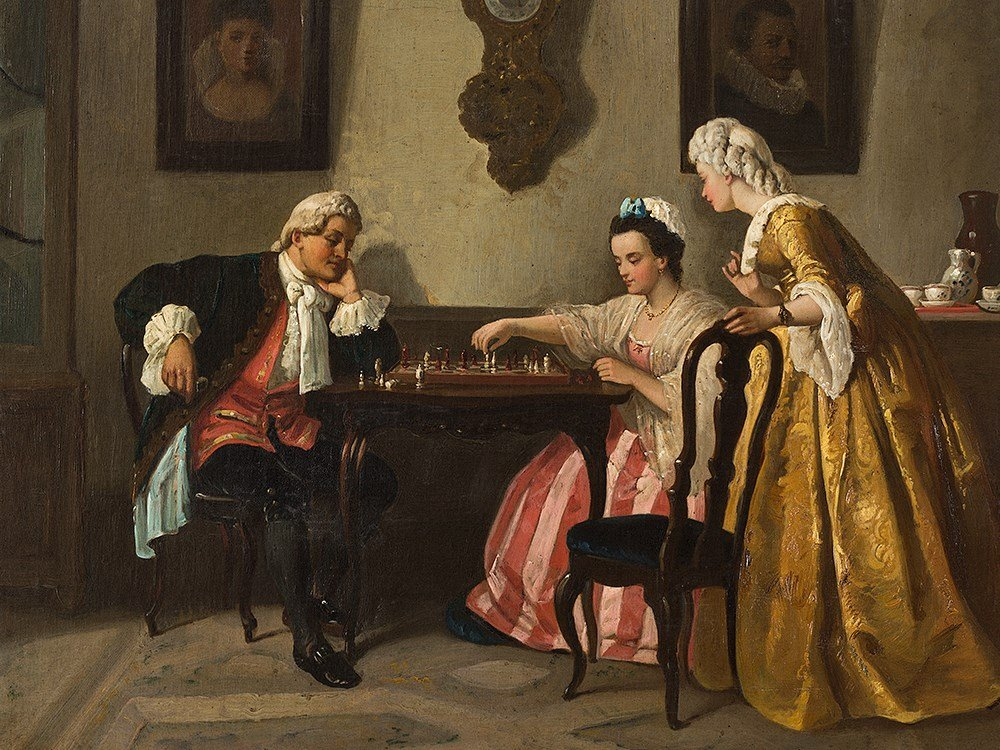
Schachspieler

- Die fünf Sinne (erworben von Kaiser Napoleon III)
- Die Lektüre (1866)
- Das geraubte Kind
- Allein im Atelier (1868)
- Die guten Freunde
- Der Ungeschikte (1873)
- Der Taubenschlag
- Die Doppelhaft
- Bildnis des Kunsthändlers Dominik Artaria[2]